# Brindis de amor
Brindis de Amor es la primera pista del álbum Muñequito de Trapo del grupo Selena y Los Dinos, del año 1987. Fue compuesta por el compositor méxico-americano Juan H. Barrón y producida por Manny R. Guerra.

## Composición
El mexico-americano, Juan H. Barrón fue el encargado de componer el tema y el cual sería el que abriría el álbum. Fue compuesta en 1986, grabada en los estudios AMEN en San Antonio, Texas y fue producida por Manny Guerra.
Líricamente, la canción habla sobre cómo una persona narra los sentimientos hacia una persona, le recuerda los momentos y el tiempo que han pasado juntos y por ello, le pide hacer un brindis para celebrar su amor.

## Uso en otros álbumes
- "Brindis de Amor" apareció en el recoilatorio Selena y sus Inicios, Vol. 2, publicada el 9 de marzo de 2004.[1]

## Créditos
| - Primera voz - Selena Quintanilla - Batería - Suzette Quintanilla - Bajo y segunda voz - A.B. Quintanilla III - Teclados - Ricky Vela - Guitarra - Roger García | - Productor - Manny R. Guerra - Grabación y mezcla - Amen Studios (San Antonio, Tx.) - Arreglos musicales - Selena y Los Dinos - Composición - Juan H. Barrón |